# Эйшталь, Гюстав
Барон Гюстав Эйшталь (фр. Gustave d'Eichthal; 3 марта 1804, Нанси — 9 апреля 1886, Париж) — французский писатель

-публицист, этнолог, географ и богослов.

## Биография
Гюстав Эйшталь родился 3 марта 1804 года в городе Нанси в еврейской семье; в тринадцатилетнем возрасте обратился из иудаизма в католицизм. В 1822 году окончил обучение в Лицее Генриха IV и стал учеником французского социолога и философа Огюста Конта, который посвятил его в доктрины философа Анри Сен-Симона (а позже Анфантена).

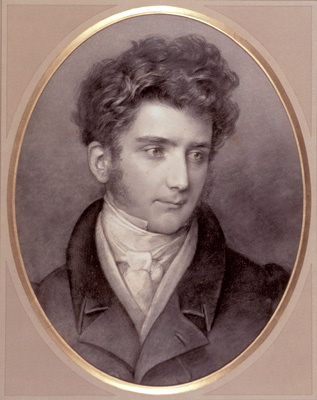
Гюстав Эйшталь

Во всех столкновениях Базара с Бартелеми Проспером Анфантеном Эйшталь поддерживал последнего. В Менильмонтанской общине, в пользу которой Эйшталь пожертвовал 150 тысяч франков, он числился апостолом и «пророчествовал» (он говорил о «видении», будто Иисус Христос возродился в Анфантене). После разгрома общины по поручению главы школы ездил в Грецию, Алжир, Англию.
Эйшталь был одним из самых умеренных сенсимонистов, близких к банковским кругам (сам Эйшталь был владельцем банкирского дома). Видоизменяя известное положение Сен-Симона, Эйшталь считал, что «социальные учреждения должны иметь целью улучшение морального, умственного и физического состояния всех» (а не беднейшего класса); в период массового обнищания рабочих в связи с промышленным переворотом Эйшталь отмахивался от рабочего вопроса утверждением, что «рост механизмов сопровождается улучшением положения рабочих» (1836); он также пропагандировал идею пенсионных касс.

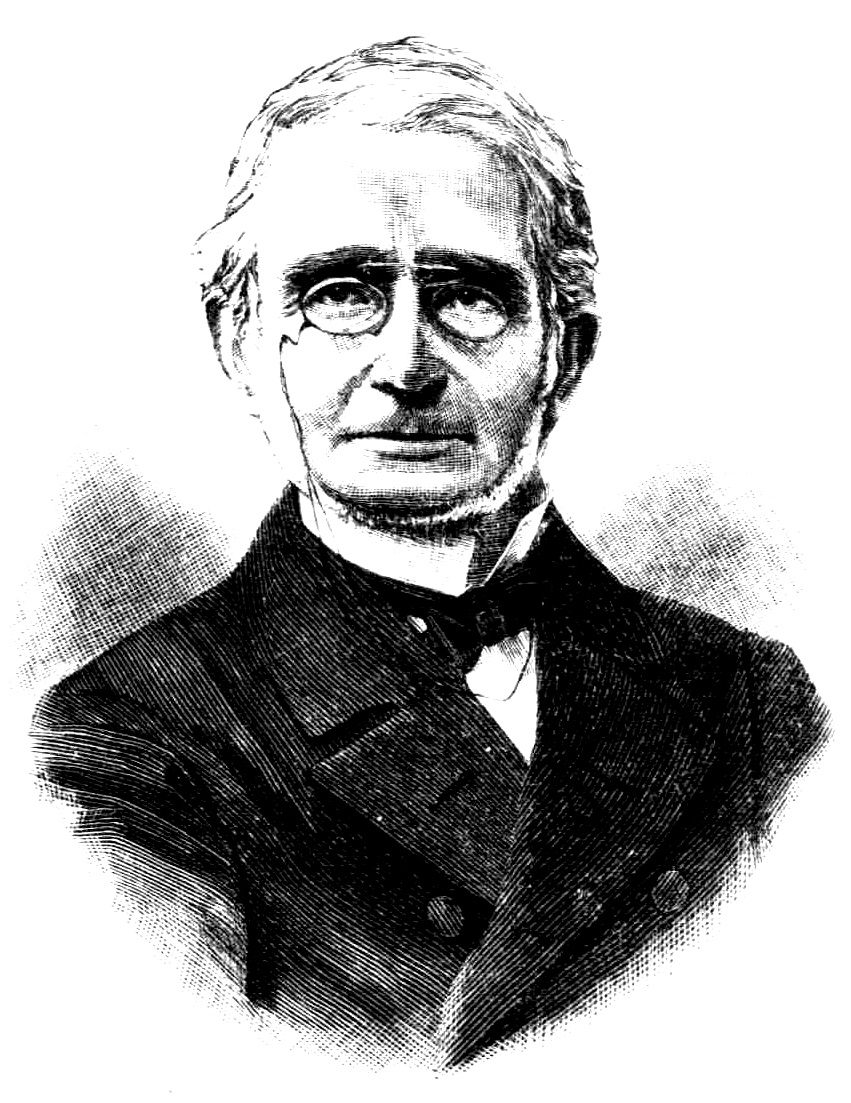
Гюстав Эйшталь

Резко враждебный революции, Гюстав Эйшталь считал, что Июльская монархия вступила «на путь разумных и прогрессивных улучшений», предлагал реакционную Австрию сделать судьёй в Восточном вопросе, а французов, истощающих, по его мнению, энергию в стремлении к величию и богатству, призывал поучиться у турок умению отдыхать и пользоваться благами жизни («Deux mondes»). 
В 1861 году, по поручению Парижского общества акклиматизации, Гюстав Эйшталь совершил экспедицию по Сибири.

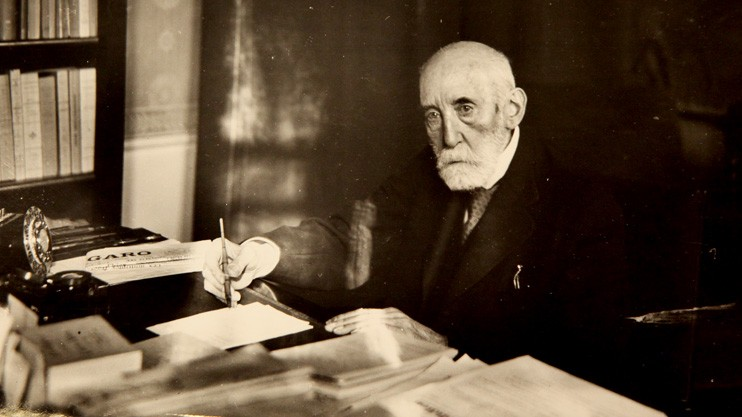
Эйшталь, Эжен (сын)

Полагая, что «окончательная организация современного общества возможна только при развитии и обновлении христианства», Г. Эйшталь ещё в период Второй французской республики намечал для Папства миссию миротворца, а позднее призывал папство «отказаться от традиционной инертности, стать во главе Европы и основать царство социального христианства, идею которого выдвинул Священный союз» (1863). 
Эйшталь является автором множества религиозных, историко-критических работ.
Барон Гюстав Эйшталь умер 9 апреля 1886 года в городе Париже.
Был женат, имел сына Эжена (1844—1936) ставшего известным экономистом и социологом.